# 16587 Наґаморі
16587 Наґаморі (16587 Nagamori) — астероїд головного поясу, відкритий 21 вересня 1992 року.
Тіссеранів параметр щодо Юпітера — 3,341.
Названо на честь Наґаморі (яп. ながもり(長森) наґаморі)